# 아마미야 에레나
아마미야 에레나(일본어: 天宮 えれな)는 《스타☆트윙클 프리큐어》에 등장하는 가공의 인물이다. 애니메이션에서 목소리를 연기한 성우는 야스노 키요노이다.

## 프로필
| 이름                 | 아마미야 에레나            |
| 성별                 | 여자                       |
| 생일                 | 9월 8일                    |
| 별자리               | 처녀자리                   |
| 나이                 | 15세                       |
| 변신명               | 큐어 솔레이유(Cure Soleil) |
| 상징색               | 노란색, 주황색             |
| 상징속성             | 태양                       |
| 상징문양             | 원                         |
| 등장 프리큐어 시리즈 | 스타☆트윙클 프리큐어       |

## 인물소개
미호시 중학교 3학년생으로 호시나 히카루의 선배이다.
금발에 어두운 피부색을 가졌으며 멕시코인 아버지와 일본인 어머니 사이에서 낳아진 혼혈아로 손아래로 다섯 동생들이 있는 대가족 6남매의 장녀이다. 집은 상가에 있는 손릿사라는 꽃집으로 바쁜 부모님을 대신하여 동생들을 돌보거나 일손을 도와드린다.
태양처럼 쾌활한 성격으로 항상 시원시원하게 웃는 모습이 멋진 소녀로 후배들의 선망과 존경을 한 몸에 받으며 학교에서 엄청난 인기를 몰고 다니는 학교의 아이돌로 "미호시 중학교의 태양"으로 불린다. 운동신경이 매우 뛰어나며 학업성적도 괜찮은 다재다능한 엄친딸이다.
우연히 노트레이더의 싸움을 목격하고 이해할 수 없는 광경에 다리가 후들거릴 정도로 조금 무서움도 느꼈으나 동생들에게 미소를 선사한 후와가 위기에 처한 것을 보고 용기를 내서 구해낸 후 노트레이들에게서 후와를 지키겠다고 결심하자 스타 컬러 펜던트가 얻으며 태양의 프리큐어 큐어 솔레이유로 각성한다.

## 큐어 솔레유
宇宙を照らす！灼熱のきらめき！キュアソレイユ！(우주를 비추는! 작열하는 반짝임! 큐어 솔레이유!)
아마미야 에레나가 프리큐어로 변신한 모습으로 상징색은 노란색, 보조색은 자주색이다. 

### 기술
- 불꽃 공격
- 프리큐어 솔레이유 슛